# Starlink: Battle for Atlas
Starlink: Battle for Atlas es un videojuego de acción-aventura, desarrollado por Ubisoft Toronto y publicado por Ubisoft. Fue lanzado el 16 de octubre de 2018 para Nintendo Switch, PlayStation 4 y Xbox One, y posteriormente para Microsoft Windows.

## Premisa
El juego se desarrolla en el sistema estelar Atlas. Al principio del juego, la nave nodriza de los jugadores, Equinox, fue emboscada por la Legión Olvidada y se estrelló en un planeta cercano. El capitán del barco fue tomado como rehén por la Legión. La Legión Olvidada, liderada por Grax, estaba obsesionada con una raza extinta llamada The Wardens, que había dejado atrás mucha de su antigua tecnología. Grax, que quiere utilizar esta tecnología para su propia legión, se convertirá en una amenaza constante a la que el jugador deberá enfrentarse a lo largo de su viaje.

## Jugabilidad
Starlink: Battle for Atlas es un videojuego de acción-aventura ambientado en el sistema estelar Atlas. El jugador se aventura en diferentes partes del sistema Atlas, se reúne con diferentes especies de extraterrestres y forma una alianza con ellos con el fin de construir una tripulación. La formación de estas alianzas cambia el estado mundial del juego, lo que cambiará la experiencia de juego. En el juego, el jugador puede usar sus naves espaciales para explorar libremente el Sistema Atlas. La pantalla dividida en el modo multijugador también está presente en el juego, permitiendo a dos jugadores explorar el espacio y los planetas juntos. Todas las naves pueden despegar al espacio, y descremar en la superficie del planeta. La transición entre el espacio y la superficie del planeta se describe como "sin fisuras". Cada planeta tiene su propio paisaje, historia, peligros, flora y fauna que pueden convertirse en una amenaza para el jugador. El jugador también puede participar en combates espaciales y terrestres con enemigos usando naves espaciales. Estas naves espaciales pueden ser ampliamente personalizadas con diferentes partes. Las alas, las armas y los módulos de las naves espaciales pueden intercambiarse libremente a voluntad. Se anima al jugador a experimentar con diferentes combinaciones de armas ya que los diferentes enemigos reaccionan de forma diferente a los ataques. Los pilotos también están presentes y tienen habilidades especiales que pueden ser utilizadas en combate. Por ejemplo, un tipo de piloto puede ralentizar el tiempo. Hay 4 tipos de barcos y prácticos.
Mientras que el juego puede ser jugado digitalmente, el juego incluye elementos toys-to-life los cuales el jugador puede comprar, que son componentes de envío, para el juego. El jugador puede colocar sus juguetes en un soporte de controlador personalizado y su contraparte digital aparecerá en la pantalla. Cuando el jugador cambia los componentes de sus barcos de juguete de la vida real, su contraparte también reflejará esos cambios al instante.. Cada nave tiene dos puntos que permiten al jugador conectar partes de naves espaciales con las naves. Comprar una parte física también desbloquea su contraparte digital, lo que significa que el jugador no tiene que usar necesariamente los juguetes y el soporte del mando para jugar el juego.

## Desarrollo
El juego está siendo desarrollado por Ubisoft Toronto. El desarrollo del juego comenzó después de que el CEO de Ubisoft Yves Guillemot asignara al equipo la tarea de crear un nuevo juego que combinara "tecnología de vanguardia y jugabilidad innovadora". Poco después, un pequeño equipo de 10 desarrolladores comenzó a generar ideas diferentes y a presentarlas a los desarrolladores. Al equipo se le ocurrió la idea de crear un nuevo juego de toys-to-life, y esta idea fue aprobada por Guillemot. El equipo pronto comenzó a crear prototipos de la tecnología de una nave espacial Starlink, que incluye cables expuestos y cinta adhesiva para conductos. Sin embargo, el equipo reaccionó con entusiasmo y pronto empezaron a trabajar en la creación del sistema Atlas, que sentó las bases del juego como un juego de mundo abierto. Aunque el juego estaba originalmente pensado para niños de entre 8 y 11 años, el equipo cambió posteriormente el público objetivo para incluir un grupo de edad más amplio después de ver la reacción positiva de los padres que han visto a sus hijos jugando al juego. El juego cuenta con un modo multijugador cooperativo para dos jugadores, ya que el equipo pensó que sería interesante ver a los jugadores intercambiando piezas por sus barcos durante el juego. Según el productor del juego, Matthew Rose, el equipo "nunca quiere decirle a los niños que están siendo creativos equivocados". Por lo tanto, el equipo permitió a los jugadores combinar todas las partes libremente, incluyendo tener las alas de la nave al revés y las armas mirando hacia atrás.
La tecnología toys-to-life que aparece en Starlink fue desarrollada internamente por Ubisoft Toronto. Para garantizar que el juego sea fácil para el consumidor, este aspecto del juego se ha hecho opcional, lo que significa que los jugadores pueden jugar al juego digitalmente sin comprar ninguno de los juguetes. Los críticos comentaron el momento en que Ubisoft anunció el título. Fue durante la época en la que títulos populares como Skylanders y Disney Infinity no tuvieron éxito. Según Laurent Malville, director creativo del juego, el equipo creía que el juego tenía suficiente innovación para revivir el género en decadencia. "Starlink: Battle for Atlas" fue anunciada por el editor Ubisoft en su conferencia de prensa durante Electronic Entertainment Expo 2017. El juego saldrá a la venta en el tercer o cuarto trimestre de 2018 para Nintendo Switch, PlayStation 4 y Xbox One. Varios críticos creían que Starlink era el juego del que Ubisoft se burlaba en una de las misiones secundarias de Watch Dogs 2, aunque nunca fue confirmado por Ubisoft.